# Экспликация помещений
Эксплика́ция помеще́ний (лат. explicatio — объяснение, развёртывание) — пояснение к архитектурному проекту, эскизу или отдельной его части (как правило, плану) в виде перечня с указанием некоторых количественных, качественных, технических характеристик помещений. Наиболее распространенным видом экспликации является таблица, которая содержит числовые данные общей площади помещения и отдельных его частей. Также в таблице приводятся условные обозначения отдельных помещений, использованные для отображения на плане или эскизе.
Экспликация является удобным справочным материалом при осуществлении управления пространством помещения. Экспликацию размещают на планах помещений, кроме того, она может быть составлена как самостоятельный юридический документ. Для составления экспликации проводят сбор данных методом общего контурного вычисления площадей помещений.

## Нормативные документы
ГОСТ 21.501-2018 СПДС. Правила выполнения рабочей документации архитектурных и конструктивных решений